# ロドリゴ・エチャルト
ロドリゴ・エチャルト（Rodrigo Etchart、1994年1月24日 - ）は、アルゼンチンのラグビー選手。

## プロフィール
- アルゼンチン・ブエノスアイレス出身[1]。
- ポジションはウィング(WTB)、センター(CTB)。
- 身長 175cm、体重 80kg
- U20アルゼンチン代表に選ばれたことがある[2]。

## 略歴
2016年、リオ五輪の7人制アルゼンチン代表に選ばれた。
そして2021年、東京五輪の7人制アルゼンチン代表に選ばれて銅メダル獲得。